# 공중전화

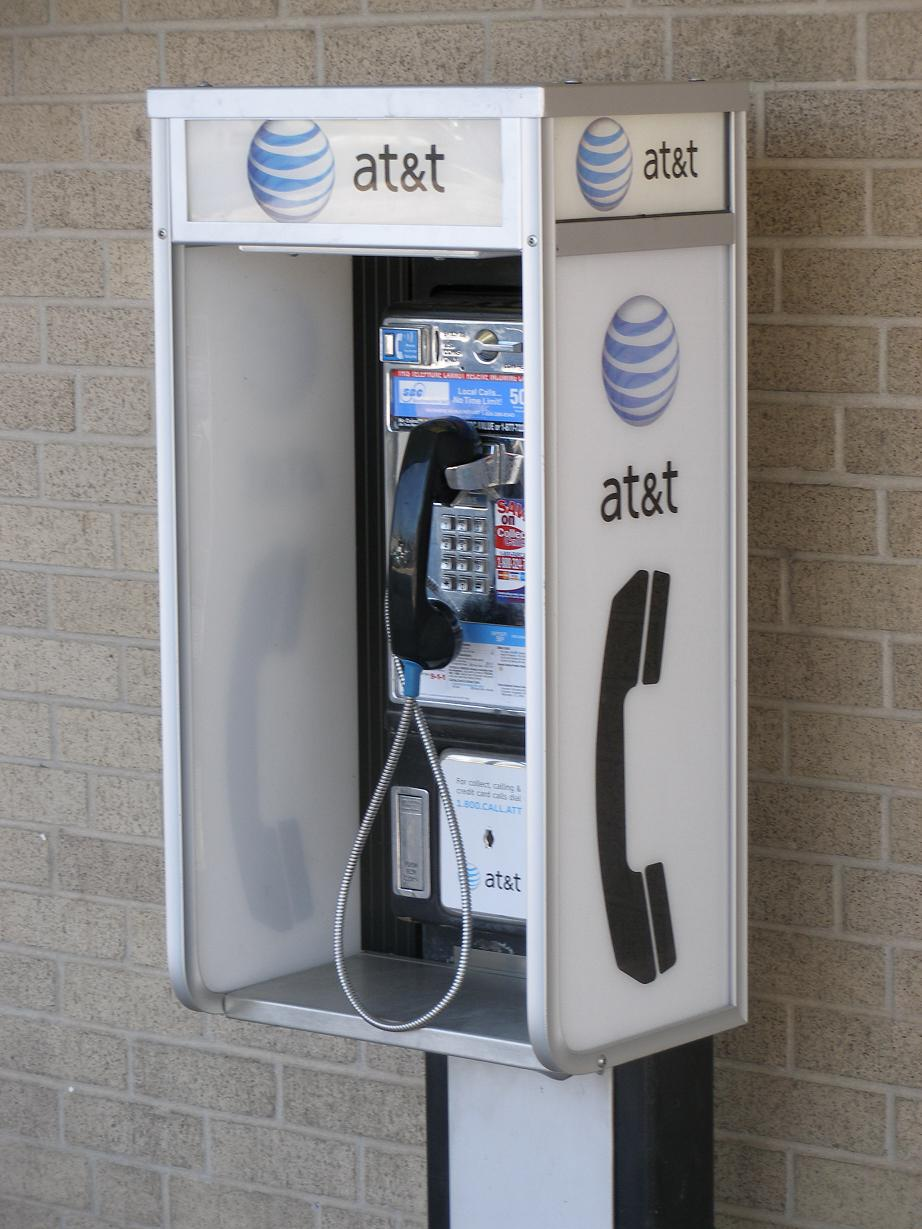
텍사스주 샌안토니오의 AT&T 페이폰, 2006

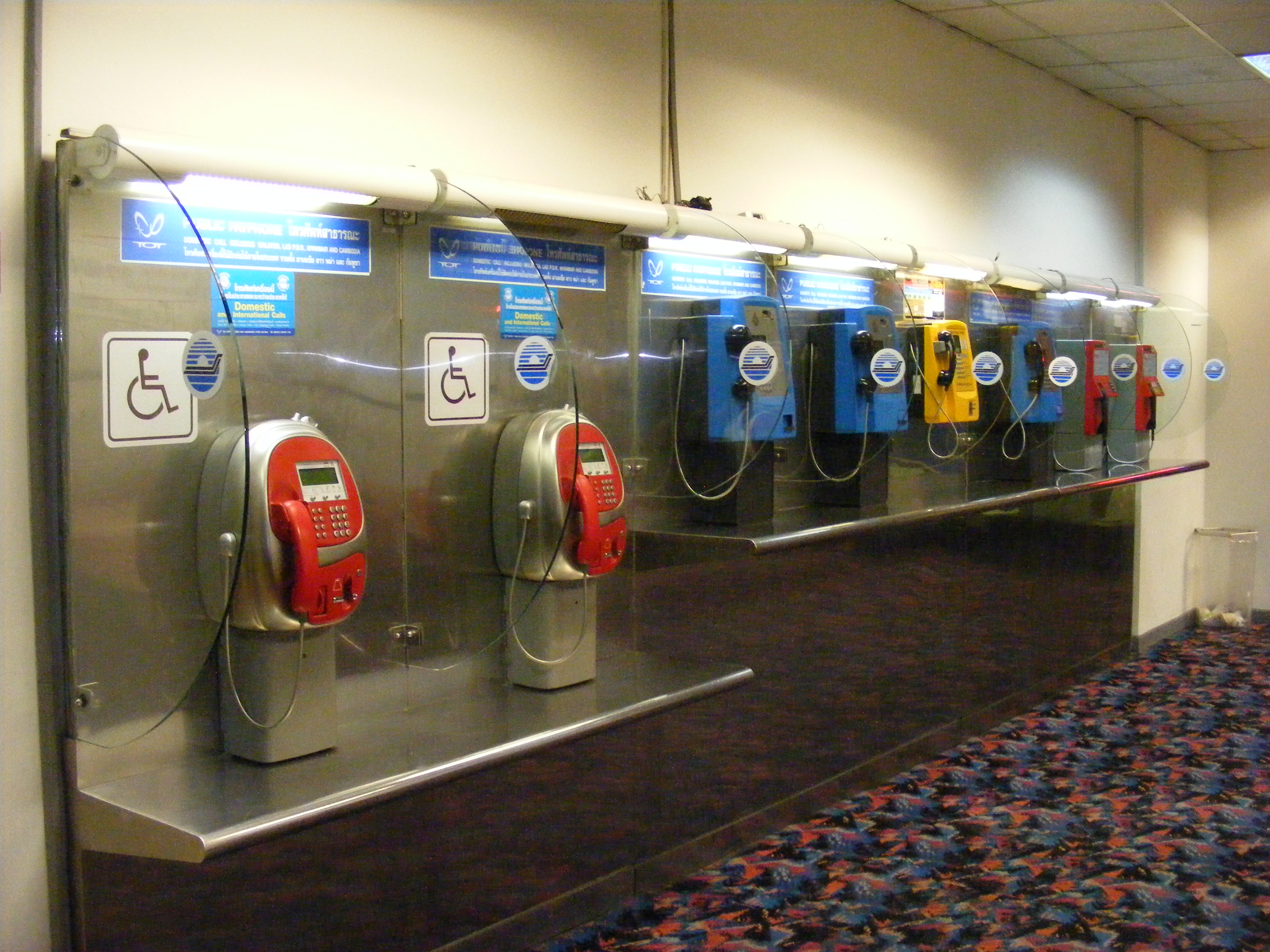
태국 방콕 돈므앙 국제공항의 공중전화 부스

대한민국의 공중전화

공중전화(公衆電話, 영어: payphone 또는 pay phone)는 일반인이 누구나 이용할 수 있도록 공공 장소에 설치된 전화기이다.

## 역사
전화 사업이 시작된 초기에는 전화기 자체의 가격이 매우 고가였기 때문에 일반 대중이 쉽게 소유할 수 있는 물건이 아니었다. 이에 따라 전화가 필요한 사람들이 이용할 수 있도록 거리와 같은 개방된 장소에 전화기가 설치되기 시작하였으며, 이것이 공중전화의 기원으로 여겨진다.
19세기에는 유럽에서 공중전화가 설치되기 시작하였으며, 이후 북아메리카와 아시아에서도 설치되었다.
초기의 공중전화는 매우 단순한 구조를 가지고 있었다. 예를 들어, 미국의 거리 공중전화는 투입구에 5센트 또는 10센트짜리 동전을 넣으면 전화기 내부에서 동전이 종에 닿는 소리가 났으며, 교환원이 전화선을 통해 그 소리를 듣고 사용자가 투입한 동전의 종류를 판별했다고 한다. 미국의 거리 공중전화에는 "automatic telephone"이라는 문구가 표시되어 있었고, 일본에서는 이를 직역하여 자동전화라고 불렀다고 한다.
20세기 중반 이후에는 전 세계 대부분의 국가에 공중전화가 설치되었다.
21세기에 들어서면서 휴대전화의 보급이 확산됨에 따라 공중전화는 점차 감소하는 추세를 보이고 있다. 예를 들어, 미국에서는 1999년에 약 200만 대에 달했던 공중전화 수가 2018년에는 10만 대로 줄어들었다.
무료 Wi-Fi와 스마트폰 등 대체 통신 수단의 등장으로 인해, 2022년 5월 23일 맨해튼 7번가와 50번가 모퉁이에 설치되어 있던 뉴욕시 최후의 공중전화가 철거되었다”고 보도되었지만, 실제로는 벨 시스템의 유료 공중전화가 철거되고, 무료 통화도 가능한 차세대 거리 통신 거점인 ‘LinkNYC’로 대체된 것이다. 아울러, 맨해튼 내에는 여전히 네 곳에 공중전화 부스가 남아 있는 것으로도 보도되었다.

## 대한민국

### 초창기
한국에서 일반인이 사용할 수 있는 공중전화는 1902년 3월 19일에 처음으로 개통되었다. 다만 이 전화는 공개된 장소가 아니라 전화소라는 곳이었는데, 서울에는 마포, 도동, 시흥, 경교 이렇게 네 군데였다. 전화소에는 전화 교환시설과 통신원 관리가 있었고, 전화 통화는 전적으로 통신원 관리의 재량이었다. 다만 전화요금은 정해져 있었는데, 서울에서 인천까지 5분에 50전이었고, 호출을 할 경우 1리에 2전씩 더 내야 했다. 더구나 기다리는 사람이 있으면 10분 이내라는 시간 제한이 있었고, 반대로 기다리는 사람이 없으면 돈을 더 내고 얼마든지 통화를 할 수 있었다.

### 침체기
1980년대에 이동통신의 등장으로 무선호출기와 휴대 전화(카폰)의 보급이 늘어나고, 1990년대에 공중전화기가 부쩍 늘었지만, PCS 상용 서비스가 시작됐고, 2000년대 이후부터 휴대 전화에 밀려 무선 호출기의 수요가 감소하여, 공중전화도 이용률이 크게 감소했으며, 현재 주화와 교통카드 겸용 공중전화기가 사용되고 있다.

### 요금
1902년에는 5분 통화에 50전의 요금이 부과되었다. 1908년에는 3분 통화 기준으로 요금이 10전으로 조정되었다.
1954년 4월에는 화폐개혁이 단행되었다. 그 결과, 1962년 6월에는 통화 단위가 변경되면서 1도수(기본 통화 단위) 기준으로 50환 또는 5원이 요금으로 부과되었다.
이후 요금은 다음과 같이 단계적으로 인상되었다. 1977년 1월에는 1도수 기준 10원이었으며, 1981년 10월에는 20원으로 인상되었다. 1992년 2월에는 시분제 요금제가 도입되어 3분 기준 30원이 부과되었다.
1994년 8월에는 시내 통화는 1도수 기준 40원, 시외 통화는 일반 통화 요금과 동일한 수준으로 조정되었다. 이어서 1997년 9월에는 시내 1도수 기준 50원으로 인상되었으며, 시외 통화 요금은 변동 없이 유지되었다.
2002년 5월에는 시내 1도수 기준 요금이 70원으로 인상되었고, 시외 통화 역시 일반 통화 요금과 동일하게 적용되었다.

## 사용법
동전을 투입한 후 신호음이 울리면 상대방의 전화번호를 누른다. 상대방이 전화를 받으면 투입된 동전은 전화기 내부로 들어가며, 일정 시간 동안 통화가 가능하다. 통화 가능 시간이 거의 종료되면 경고음이 울리며, 정해진 시간 내에 동전을 추가로 투입하지 않을 경우 통화는 자동으로 종료된다.
또한, 카드를 이용한 통화도 가능하다. 카드를 삽입한 후 상대방의 전화번호를 입력하면 통화를 할 수 있으며, 요금 체계는 동전을 사용할 때와 동일하다. 선불식 전화카드의 경우, 카드에 충전된 금액이 모두 소진되면 통화는 자동으로 종료된다. 통화가 종료되면 사용한 카드는 반환된다.
긴급 통화의 경우, 붉은색 버튼만 누르면 별도의 동전이나 카드 없이 직통으로 연결된다.

## 공중전화카드
자기식과 IC식의 겸용으로 3,000원, 5,000원, 10,000원 등의 충전되는 금액이다. 1980년대에 공중전화카드가 도입됐지만, 2000년대 이후 생산이 중단되었고, 현재 교통카드를 대체되었다.

## 담당 업체
- 대한민국 KT링커스
- 일본 NTT
- 미국 AT&T
- 영국 BT 그룹

## 같이 보기
- 공중전화 박스